# Universíada de Verão de 1977
A IX Universíada de Verão foi realizada em Sófia, Bulgária entre 17 e 28 de Agosto de 1977.

## Medalhas
O Quadro de medalhas é uma lista que classifica as Federações Nacionais de Esportes Universitários (NUSF) de acordo com o número de medalhas conquistadas. O país em destaque é o anfitrião.
| Ordem                                                 | País                   | Medalha de ouro | Medalha de prata | Medalha de bronze |    |  |
| ----------------------------------------------------- | ---------------------- | --------------- | ---------------- | ----------------- | -- |  |
| 1                                                     | URS União Soviética    | 24              | 31               | 24                | 79 |  |
| 2                                                     | USA Estados Unidos     | 20              | 11               | 10                | 41 |  |
| 3                                                     | BUL Bulgária           | 17              | 8                | 11                | 36 |  |
| 4                                                     | ROU Romênia            | 7               | 8                | 11                | 26 |  |
| 5                                                     | TCH Checoslováquia     | 5               | 4                | 1                 | 10 |  |
| 6                                                     | CAN Canadá             | 4               | 6                | 5                 | 15 |  |
| 7                                                     | CUB Cuba               | 4               | 3                | 4                 | 11 |  |
| 8                                                     | POL Polônia            | 3               | 6                | 4                 | 13 |  |
| 9                                                     | FRG Alemanha Ocidental | 3               | 3                | 6                 | 12 |  |
| 10                                                    | JPN Japão              | 3               | 3                |                   | 6  |  |
|                                                       |                        |                 |                  |                   |    |  |
| 16                                                    | BRA Brasil             | 1               |                  |                   | 1  |  |
| Os demais países lusófonos não conquistaram medalhas. |                        |                 |                  |                   |    |  |

## Modalidades
Essas foram as modalidades disputadas. Os números entre parênteses representam o número de eventos de cada modalidade:

### Obrigatórias
As modalidades obrigatórias são determinadas pela Federação Internacional do Esporte Universitário (FISU) e, salvo alteração feita na Assembléia Geral da FISU, valem para todas as Universíadas de Verão.
| - Atletismo (34) - Basquetebol (2) - Esgrima (7) | - Ginástica artística (4) - Natação (22) - Polo aquático (1) | - Saltos ornamentais (4) - Tênis (5) - Voleibol (2) |

### Opcional
As modalidades opcionais são determinadas pela Federação Nacional de Esportes Universitários (National University Sports Federation - NUSF) do país organizador.
- Lutas (20)